# Leše, Prevalje
Leše este o localitate din comuna Prevalje, Slovenia, cu o populație de 537 de locuitori.